# Аньйон-де-Монкайо
Аньйон-де-Монкайо (ісп. Añón de Moncayo) — муніципалітет в Іспанії, у складі автономної спільноти Арагон, у провінції Сарагоса. Населення — 205 осіб (2010).
Муніципалітет розташований на відстані близько 220 км на північний схід від Мадрида, 70 км на захід від Сарагоси.

## Демографія
Динаміка населення (INE ):